# Rivière des Cyprès (La Tuque)
Pour les articles homonymes, voir Cyprès.
La rivière des Cyprès est un affluent de la rive sud de la rivière Saint-Maurice, coulant dans les cantons de Dansereau, de Bureau et de Bourassa, dans le territoire de la ville La Tuque, en Mauricie, au Québec, au Canada.
Ce cours d'eau fait partie du bassin versant de la rivière Saint-Maurice laquelle se déverse à Trois-Rivières sur la rive nord du fleuve Saint-Laurent.
L’activité économique du bassin versant de la rivière des Cyprès est la foresterie. Le cours de la rivière coule entièrement en zones forestières. La surface de la rivière est généralement gelée du début de décembre jusqu’au début d’avril.

## Géographie
La rivière des Cyprès prend sa source à l’embouchure d’un lac sans nom (longueur : 0,5 km ; altitude : 487 m) sur la limite des cantons de Bureau et de Dansereau. Ce lac est situé à 14,6 km au sud-est de la rivière Saint-Maurice.
À partir de l’embouchure du lac de tête, la rivière des Cyprès coule sur 22,6 km, selon les segments suivants :
- 2,4 km vers l'est dans le canton de Dansereau, en formant une grande courbe vers le sud pour contourner une montagne dont un sommet atteint 549 km, jusqu’à la rive sud du lac Mildred ;
- 1,7 km vers le nord-ouest, en traversant le lac Mildred (altitude : 466 km) sur sa pleine longueur, lequel chevauche les cantons de Dansereau et de Bureau ;
- 5,4 km vers le nord-est, puis vers le nord, dans le canton de Bureau en traversant le lac en Croix (altitude : 463 km) sur 3,7 km, jusqu’à son embouchure. Note : le tronc principal de la croix a une longueur de 2,6 km ; le courant arrive par le bras gauche de la croix, puis continue vers le sommet de la croix (côté nord) ;
- 6,1 km vers le nord, en traversant un lac sans nom (altitude : 456 km) sur 0,7 km, jusqu’à la confluence du ruisseau Payolas (venant du nord-ouest) qui se déverse dans un lac sans nom traversé par la rivière des Cyprès ;
- 5,9 km vers le nord, en chevauchant sur 2,0 km la limite des cantons de Bourassa et de Bureau ;
- 1,9 km vers le nord-est dans le canton de Bourassa en coupant une route forestière, jusqu’à confluence de la rivière[2].

La rivière des Cyprès se déverse dans le canton de Bourassa au pied des rapides des Cyprès, sur la rive sud de la rivière Saint-Maurice. La confluence de la rivière des Cyprès est située à :
- 4,7 km au sud-est du barrage La Loutre ;
- 8,4 km au sud-est du barrage Gouin ;
- 50,6 km au nord du centre du village de Weymontachie ;
- 136 km au nord-ouest du centre-ville de La Tuque.

## Toponymie
Ce toponyme figure sur une carte de 1933. Le terme cyprès, a été emprunté au latin cupressus ou cypressus ; il désigne au Québec au moins deux éléments du monde végétal :
- le kochia à balais (Kochia scoparia), le cyprès d'été, qui constitue une grande plante dont la hauteur peut varier de 50 à 150 centimètres, comportant une tige verte rayée de rouge, qui servit à la confection de balais et au remplissage, dont le rembourrage de matelas et d’oreillers. Cette espèce est surtout présente dans la région de Montréal ;
- le pin gris (Pinus divaricata ou banksiana), dont les troncs atteignent à maturé entre 15 et 20 mètres ; il sert entre autres à la fabrication de la pâte à papier ou des traverses de voies ferrées. Cette espèce croît au sud du 54e parallèle de latitude nord, notamment en Abitibi et au Lac-Saint-Jean.

Le toponyme rivière des Cyprèsa été officialisé le 5 décembre 1968 à la Commission de toponymie du Québec.